# Sailom Adi
Sailom Adi (Thai: สายลม อาดี, * 7. Juli 1986 im Amphoe Ban Phai, Provinz Khon Kaen) ist ein thailändischer Boxer im Leichtgewicht. Sailom war Sieger der Südostasienspiele 2006 und 2009, Silbermedaillengewinner der Asienmeisterschaften 2013 sowie Teilnehmer der Olympischen Spiele 2008 in Peking, 2012 in London und 2016 in Rio de Janeiro.

## Karriere
Im Juniorenbereich (U19) nahm Sailom 2005 an den Asienmeisterschaften in Karatschi teil, schied aber im Viertelfinale aus.
Seine ersten internationalen Männermeisterschaften bestritt Sailom 2006 bei den Asienspielen. Er scheiterte in der Vorrunde an Chung Chun An aus Taipei (28:11). Bei den Südostasienspielen in Korat im Jahr darauf konnte Sailom mit einem Finalsieg über Orlando Tacuyan Jr, Philippinen (AB 2.) die Goldmedaille im Federgewicht (-56 kg) gewinnen. Bei den darauf folgenden Asienmeisterschaften in Ulaanbaatar schied er jedoch im ersten Kampf gegen Merey Ashkalov, Kasachstan (20:10), aus.
Bei den Weltmeisterschaften 2007 erreichte Ardee nach Siegen über Paul Flemming, Australien (22:12) und Bashir Hassan, Schweden (23:13), das Viertelfinale, welches er gegen den späteren Bronzemedaillengewinner Yakup Kilic, Türkei (22:13), verlor. Mit diesem 5. Platz qualifizierte sich Sailom für die Olympischen Spiele 2008.
Bei den Olympischen Spielen verlor Sailom im ersten Kampf gegen Abdelkader Chadi, Algerien (7:6).
2009 schied Sailom, nachdem er seinen Erfolg bei den Südostasienspielen wiederholen konnte, bei den Asienmeisterschaften wiederum im ersten Kampf, diesmal gegen den späteren Silbermedaillengewinner Jai Bhagwan, Indien (7:0), aus. Besser lief es auch diesmal wieder bei den Weltmeisterschaften: Nach Siegen über Duran Caferro, USA (12:9), und Michał Żeromiński, Polen (13:5), schied Sailom im Achtelfinale gegen den späteren Bronzemedaillengewinner Albert Selimow, Russland (14:8), aus. Im Folgejahr schied Sailom  bei den Asienspielen im Leichtgewicht (-60 kg) im ersten Kampf gegen den späteren Goldmedaillengewinner Vikas Krishan, Indien (8:1), aus.
2011 holte Sailom bei den Südostasienspielen die Bronzemedaille und erreichte bei den Weltmeisterschaften nach Siegen über Andrique Allisop, Seychellen (18:7), und Luis Porozo, Ecuador (17:6), das Achtelfinale, welches er gegen den späteren Vizeweltmeister Yasniel Toledo, Kuba (20:9), verlor. Sailom qualifizierte sich mit diesem 9. Platz direkt für die Olympischen Spiele 2012 in London. Dort schied er in der ersten Runde gegen Ghani Schajlauow, Kasachstan (22:22) durch Schiedsrichterentscheid aus.
Bei den Asienmeisterschaften 2013 in Amman errang Adi die Silbermedaille.
In Rio de Janeiro erreichte er bei den Olympischen Spielen 2016 den 5. Platz im Weltergewicht bis 69 kg.
| Personendaten    | Personendaten        |
| ---------------- | -------------------- |
| NAME             | Sailom Adi           |
| ALTERNATIVNAMEN  | Saylom Ardee         |
| KURZBESCHREIBUNG | thailändischer Boxer |
| GEBURTSDATUM     | 7. Juli 1986         |
| GEBURTSORT       | Amphoe Ban Phai      |